# Miguel Moreno Arreola
Miguel Moreno Arreola (Pancho Pistolas) (Ignacio Ramírez, Durango; 5 de enero de 1921 - Ciudad de México; 1 de diciembre de 2005) fue un piloto militar mexicano que se destacó durante la Segunda Guerra Mundial volando misiones de combate con el Escuadrón 201 de base en Filipinas teniendo misiones hacia Japón.

## Biografía
Miguel Moreno Arreola nació en Durango, México, el 5 de enero de 1921. Siendo aún muy joven, recibió inspiración al conocer personalmente al famoso piloto Francisco Sarabia. Ingresó a la Escuela Militar de Aviación en Monterrey, graduándose como oficial en junio de 1944. Siendo reconocido como un piloto extraordinario, ingresó casi inmediatamente al Escuadrón 201 y continuó su entrenamiento en los EE. UU. en aviones de combate tipo P-47 Thunderbolt.
Moreno fue trasladado a Filipinas en marzo de 1945 junto con el Escuadrón 201. Moreno fue designado a una escuadrilla de P-47 y voló 25 misiones de combate sobre Luzón, así como misiones de muy largo alcance a Formosa. Fue Miguel Moreno quien eligió el diseño de Pancho Pistolas de Disney como mascota del escuadrón; también diseñó el monumento en Manila que celebra la vida de sus compañeros caídos en Filipinas. El 18 de noviembre de 1945 en un acto multitudinario en la Plaza de la Constitución de la Ciudad de México, el Capitán Moreno presentó la Bandera de Batalla de la Fuerza Aérea Expedicionaria Mexicana al Presidente Manuel Ávila Camacho.
Después de la guerra, Miguel Moreno Arreola empezó una carrera distinguida de 35 años en la industria de la aviación comercial. En 1981 se retiró de Capitán haciendo el último vuelo del avión DC-10 de Aeronaves de México ahora Aeroméxico, con un total de 22,920 horas de vuelo; luego fungió por muchos años como miembro ejecutivo de la Asociación de Veteranos de la Segunda Guerra Mundial.
El Capitán Miguel Moreno Arreola realizó varias presentaciones a grupos de ciudadanos y a instituciones educativas acerca del desempeño del Escuadrón 201, hasta un accidente automovilístico en la Ciudad de México el 20 de noviembre de 2005 falleciendo el 1 de diciembre del mismo año.